# Sérgio Waismann
Sérgio Waismann (Rio de Janeiro, 7 de agosto de 1955) é um nadador brasileiro, que participou de uma edição dos Jogos Olímpicos pelo Brasil.

## Trajetória esportiva
Era nadador afiliado ao Clube de Regatas do Flamengo.
Nas Olimpíadas de 1972 em Munique, foi à final dos 4x100 metros medley, terminando em sexto lugar, e melhorando em cinco segundos o recorde sul-americano, junto com Rômulo Arantes, José Sylvio Fiolo e José Roberto Aranha. Também nadou os 100 metros borboleta, não chegando à final da prova.
Participou do Campeonato Mundial de Esportes Aquáticos de 1973 em Belgrado, o primeiro mundial de natação, na prova dos 200 metros borboleta.